# Phellodon plicatus
Phellodon plicatus är en svampart som först beskrevs av Lloyd, och fick sitt nu gällande namn av Rudolf Arnold Maas Geesteranus 1966. Phellodon plicatus ingår i släktet lädertaggsvampar och familjen Bankeraceae.   Inga underarter finns listade i Catalogue of Life.